# Байюми, Тамер
Тамер Салах Али Абду Байюми (араб. تامر بيومي‎, 12 апреля 1982, Египет) — египетский таэквондист, бронзовый призёр Олимпийских Игр.

## Карьера
На Олимпийских играх в Афинах выступал в весовой категории до 58 кг. Получил лицензию, выиграв домашний африканский региональный квалификационный турнир в Каире. По ходу турнира он победил бразильца Марселя Феррейру (10—2), олимпийского чемпиона грека Михаила Мурутсоса (8—2) и уступил в полуфинале будущему чемпиону тайваньцу Чжу Муяню (4—5). В боях за бронзовую медаль победил Юлиса Мерседеса из Доминиканской Республики и испанца Хуана Антонио Рамоса (7—1).
На Олимпиаде в Лондоне выступал также в весовой категории до 58 кг, выиграв африканский квалификационный турнир. В предварительном раунде он победил казахстанца Нурсултана Мамаева (1—0), но уже на следующем круге уступил южнокорейцу Ли Дэ Хуну (11—10). В боях за бронзовую медаль уступил тайцу Пен-Ек Каракету (4—6). Нёс флаг на церемонии закрытия Игр.
Работал тренером сборной Египта на Африканских играх 2015 года.